# Лисовский, Владимир Тимофеевич
Влади́мир Тимофе́евич Лисо́вский (5 июля 1929 — 6 мая 2002) — советский и российский социолог, член-корреспондент РАО (РАО), доктор философских наук, профессор Санкт-Петербургского государственного университета (СПбГУ), директор Научно-исследовательского института комплексных социальных исследований СПбГУ. Заслуженный деятель науки Российской Федерации (1998). Область научных интересов — социология молодёжи и социология культуры.

## Образование и профессиональная деятельность
В 1953 году с отличием окончил Ленинградский юридический институт им. М. И. Калинина (в 1954 году слился с юридическим факультетом Ленинградского государственного университета).
Работал старшим пионервожатым 190-й школы, преподавал историю, был инструктором Дзержинского РК ВЛКСМ г. Ленинграда.
В 1953—1961 годах работал воспитателем общежития строителей, помощником начальника управления, освобожденным секретарем партийного бюро 20-го строительного управления треста № 101 Главленинградстроя.
В 1977 году защитил диссертацию на соискание учёной степени доктора философских наук. Тема диссертации: «Формирование личности современного студента (Опыт социологического исследования в высшей школе 1966—1975 г.)».
В 1979 году стал лауреатом премии Ленинского комсомола в области науки и техники «за цикл работ по проблемам коммунистического воспитания молодёжи». В 1980 году — Димитровского комсомола Болгарии.
В 1980 году присуждено учёное звание профессора.
С 1993 года — член-корреспондент РАО по Отделению философии образования и теоретической педагогики.
В 1993—1999 годах был директором в Научно-исследовательском институте комплексных социальных исследований ЛГУ (НИИКСИ), ставшим в это время Учебно-научным центром социологии: факультет социологии — НИИКСИ (УНЦ СПбГУ).
С 1999 года — профессор факультета социологии СПбГУ и одновременно главный научный сотрудник НИИКСИ.
Под научным руководством защищено 30 кандидатских и 10 докторских диссертаций.
Умер в 2002 году. Похоронен на Киновеевском кладбище.

## Семья и личная жизнь
Женат, имеет сына. Увлекался садоводством.

## Награды
- медаль «В память 250-летия Ленинграда»[2]
- медаль «За доблестный труд в ознаменование 100-летия со дня рождения В. И. Ленина»[2].
- знак «Отличник народного просвещения России» (1995)[2]
- Заслуженный деятель науки Российской Федерации (1998)[2].

## Научные труды

### Монографии
- Лисовский В. Т. Эскиз к портрету: жизненные планы, интересы и стремления советской молодёжи. — М.: Молодая гвардия, 1969
- Лисовский В. Т., Иконникова С. Н. Молодёжь о себе, о своих сверстниках. Социологическое исследование. — Л., 1969
- Лисовский В. Т., Дмитриев А. В. Личность студента. — Л.:ЛГУ, 1975.
- Лисовский В. Т. Что значит быть современным. — М.: Политиздат, 1976. — 159 с.
- Лисовский В. Т. Что значит быть современным?. — М.: Политиздат, 1978
- Лисовский В. Т., Иконникова С. Н. На пороге гражданской зрелости. — Л.: Лениздат, 1982.
- Лисовский В. Т. Любовь и нравственность. — Л.: Лениздат, 1985. — 224 с.
- Лисовский В. Т. Советское студенчество. Социологические очерки. — М.: Высшая школа, 1990.
- Выпускник 80-х : Социологический очерк / Ред. В. Т. Лисовский, У. Штарке. — Л.: Изд-во Ленинград. ун-та, 1990. — 204 с. — (Человек и общество ; Вып. 26). ISBN 5-288-00491-9
- Лисовский В. Т. Социология молодёжи. — СПб.: Санкт-Петербургский университет, 1996. — 361 с. ISBN 5-288-01660-7
- Лисовский А. В., Лисовский В. Т. В поисках идеала. Диалог поколений. — Мурманск, 1994.
- Лисовский В. Т. Духовный мир и ценностные ориентации молодёжи России: Учеб. пособие. — СПб.: СПбГУП, 2000. — 508 с. — (Библиотека гуманитарного университета; Вып. 11).ISBN 5-7621-0196-7

### Статьи
- Лисовский В. Т. Молодёжная политика: проблемы и перспективы // Теория и практика социальной работы: отечественный и зарубежный опыт. — М.-Тула, 1993. Ч. 2. — 318 с.
- Лисовский В. Т. Ключевые принципы социальной защиты молодёжи // Социальная работа. — 1994. — № 1.
- Лисовский В. Т., Лисовский А. В.  Социализация молодёжи. // Социология молодёжи / под ред. В. Т. Лисовского. — СПб., 1996. — С. 66-72
- Лисовский В. Т., Лисовский А. В.  Социализация молодёжи// Возрастная психология. Детство, отрочество, юность : хрестоматия / сост. и науч. ред. В. С. Мухина, А. А. Хвостов. — М., 2000. — С. 532—534 (М.: Академия, 2003.)
- Лисовский В. Т. Ценности жизни и культуры современной молодёжи (социологическое исследование) // Тугариновские чтения. Материалы научной сессии. Серия «Мыслители», выпуск 1. — СПб.: Санкт-Петербургское философское общество, 2000. — С.40-44
- Лисовский В. Т. Воспитание студентов вузов Российской Федерации : материалы концепции / В. Т. Лисовский. — Москва : Исследовательский центр проблем качества подготовки специалистов, 2001 // Общая стратегия воспитания в образовательной системе России = монография Книга 1 / И. А. Зимняя. — М.: ИЦПКПС, 2001. — С. 69-89.
- Лисовский В. Т. Социальные изменения в молодёжной среде. // Теоретический журнал «Credo». — 2002.
- Лисовский В. Т. «Отцы» и «дети»: за диалог в отношениях (размышление социолога о преемственности поколений). // Социологические исследования. — 2002. — № 7.
- Лисовский В. Т. Динамика социальных изменений. // Социологические исследования. 2003. — № 7. — С. 52.

### Доклады
- Положение молодёжи Санкт-Петербурга. Проблемы, тенденции, перспективы. Ежегодный доклад. Части 1-2 / Научный ред. В. Т. Лисовский. —СПб. 2000.